# Shroma (Sujumi)
Shroma (en georgiano: შრომა; en abjasio: Шрома) es una aldea que pertenece a la parcialmente reconocida República de Abjasia, parte del distrito de Sujumi, aunque de iure pertenece al municipio de Sojumi de la República Autónoma de Abjasia de Georgia.

## Toponimia
Entre los años 1881-1943 se conoció como Mijailovskoye (en georgiano: მიხაილოვსკოე), y entre 1943 y 1996 fue conocido como Shroma (en georgiano: შრომა; en armenio: Շրոմա).

## Geografía
Shroma se encuentra en las estribaciones de las montañas de Abjasia, en la orilla izquierda del río Gumista Oriental, a 10 km de Sujumi. La aldea se administra desde el pueblo de Guma.   

## Demografía
La evolución demográfica de Shroma entre 1959 y 1989 fue la siguiente:
| 1338                                                | 1895 |
| (Fuente: Population of Abkhazia since Soviet times) |      |

Antes de la guerra de Abjasia, la mayoría de la población local eran armenios.